# Corps Rhenania Straßburg

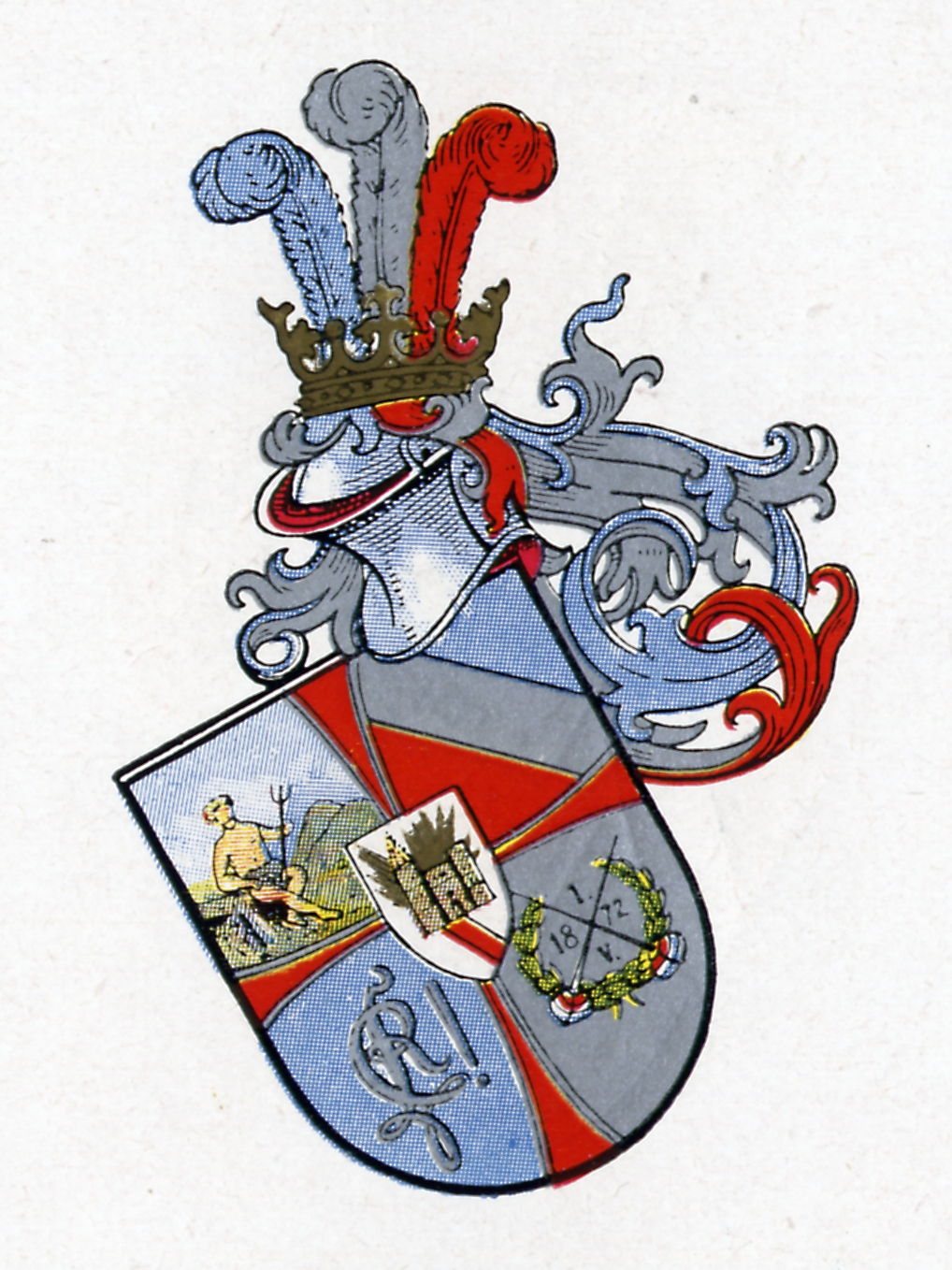
Rhenanias Wappen

Corps Rhenania Straßburg war eine Studentenverbindung, die seit ihrer Gründung in 1872 bis 1971 dem Kösener Senioren-Convents-Verband (KSCV) angehörte. Das Corps war farbentragend und bis 1971 pflichtschlagend. Angehörige der Rhenania Straßburg werden auch Silberrhenanen (im Jargon „Straßenrhenanen“) genannt.

## Couleur
Rhenania trägt die dem Wappen Straßburgs entlehnten Farben hellblau-silber-ziegelrot mit silberner Perkussion und eine hellblaue Mütze. Das Fuchsband ist hellblau-silber.

## Geschichte

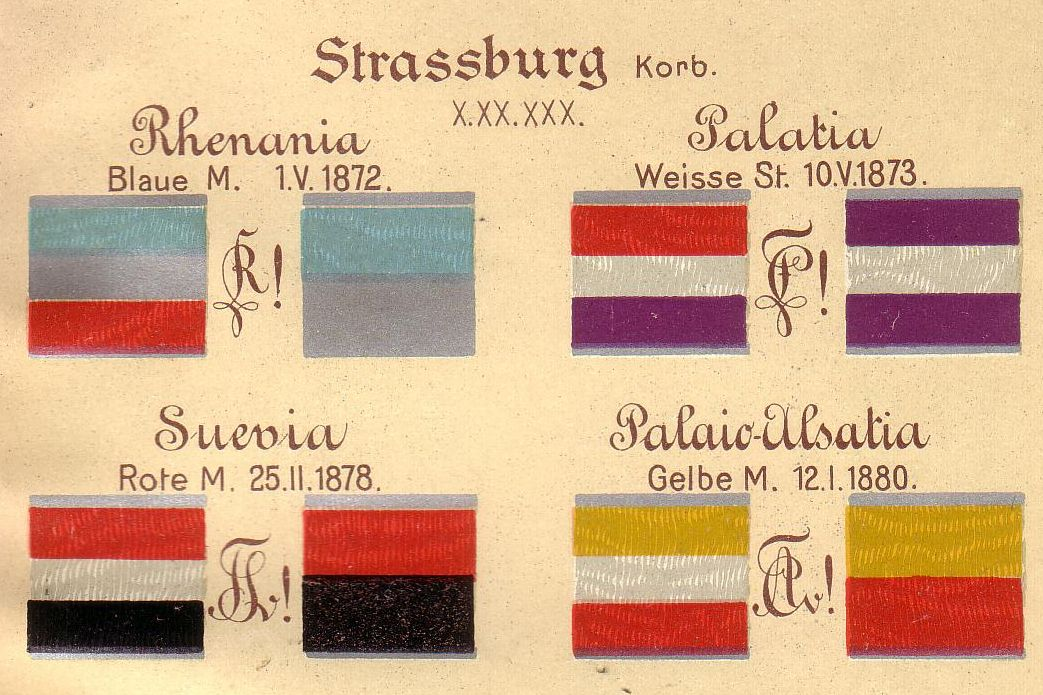
SC zu Straßburg 1872–1919

Mit Hilfe von Münchner Franken, Tübinger Schwaben, Breslauer Preußen und Würzburger Rheinländern wurde Rhenania am 1. Mai 1872 an der neuen Reichsuniversität, später Kaiser-Wilhelms-Universität gestiftet. Sie war schon sechs Jahre später, 1878, präsidierendes Vorortcorps und stellte mit Karl Lorenz den Vorsitzenden des Kösener Congresses. 1885 gratulierten Straßburger Rhenanen in Berlin der Universität Straßburg zur Einweihung ihrer Neubauten. Am 2. Mai 1903 wurde das nach Plänen des Architekten Otto Back errichtete Corpshaus in der Lessingstraße eingeweiht. Es war das älteste Corpshaus in Straßburg. Ermöglicht wurde der Bau unter anderem durch die Stiftung des Grundstücks durch den Verleger Josef Neven DuMont, der Alter Herr des Corps war. Wie alle Studentenverbindungen schon vor dem Friedensvertrag von Versailles aus Straßburg vertrieben, war Rhenania seit dem 24. Mai 1919 an der Philipps-Universität Marburg akkreditiert. Es steht mit Palatia, Suevia und Palaio-Alsatia (susp.) in der nie aufgelösten und in 1951 erneuerten Straßburger Vorstellung. Das Rhenanenhaus in der 19 rue Erckmann Chatrian in Straßburg musste 1973 dem Neubau eines Apartmenthauses weichen.

### Gegen den Zeitgeist
Rhenania Straßburg sowie Suevia München, Borussia Halle, Suevia Tübingen und Vandalia Heidelberg weigerten sich 1934, dem Arierparagraphen zu entsprechen und jüdische Corpsbrüder zu entlassen. Rhenania verweigerte 1935 die Bandrückgabe von Gustav Simon und nahm seinen Wunsch zum Anlass sich aufzulösen.

### Mit dem Zeitgeist
Am 9. März 1970 stellte Rhenania zugleich im Namen von Bremensia und Suevia Tübingen auf dem ordentlichen Kösener Congress (oKC) den Antrag, die Mensur als Verbandsprinzip des KSCV aufzugeben. Nachdem der Antrag von den Senioren-Conventen im Vorfeld abgelehnt worden war, traten die Corpsburschen-Convente der drei Corps am 20. April 1971 aus dem KSCV aus. Die aktiven Rhenanen, formal im Recht, setzten sich durch, zerstörten aber das hochangesehene Corps. Anders als bei den anderen ausgetretenen Corps spaltete sich die Altherrenschaft in zwei Gruppen, von denen eine weiterhin dem VAC angehört. Um 1975/1976 musste Rhenania Straßburg schließlich suspendieren. Seither ist das Corps nicht mehr in Erscheinung getreten. Eine Rekonstitution wurde nie vorbereitet. Das Corpshaus am Weinberg 13 in Marburg wird von der Deutschen Blindenstudienanstalt genutzt. Eine Erinnerungstafel erinnert an die Nutzung 1927–1976. Das Archivgut des Corps wurde 2024 an das Kösener Archiv in Würzburg, welches sich im Institut für Hochschulkunde befindet, übergeben.

## Verhältniscorps

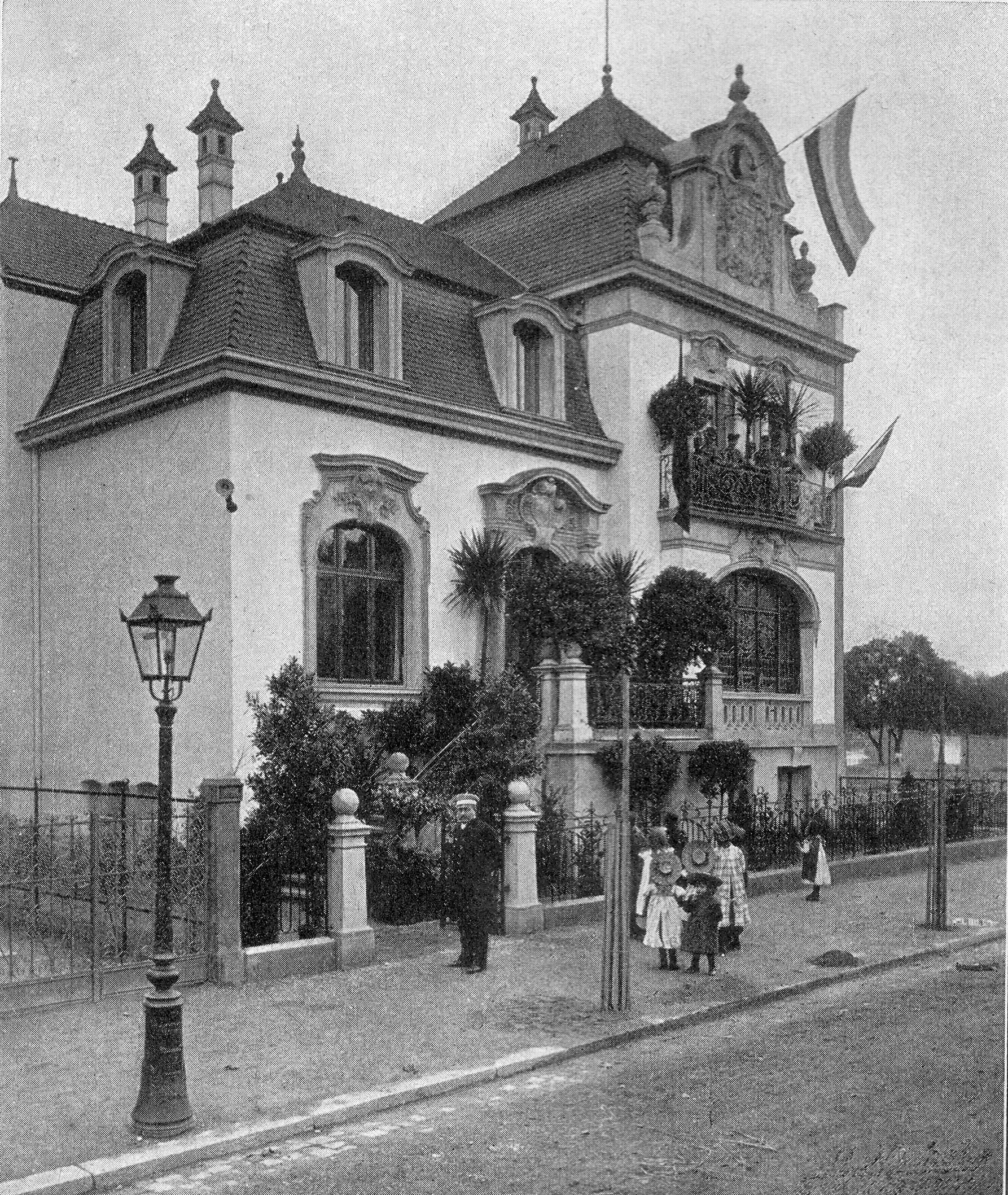
Corpshaus Lessingstraße 19, Straßburg (1903)

Rhenania gehörte zum grünen Kreis im KSCV. Alle Verhältnisse wurden kurz nach der Gründung abgeschlossen:
- Franconia München (1872)
- Suevia Tübingen (1872)
- Borussia Breslau (1872)
- Rhenania Würzburg  (1872)
- Bremensia (1872)
- Franconia Jena (1873)
- Vandalia Heidelberg (1873)
- Teutonia Gießen (1874–1970)
- Hansea Bonn (1874)
- Tigurinia (I) Zürich (1875)
- Hasso-Borussia (1876)

## Stiftungsfeste
- 1976–1978 Marburger Corpshaus, 1978 verkauft
- 1979 Celle
- 1980 Erbach (Odenwald)
- 1981 Soest
- 1982 Corpshaus von Teutonia Marburg, 110. Stiftungsfest
- 1983 Trier
- 1984 Aachen
- 1985 Huttenschlösschen von Rhenania Würzburg
- 1986 Lüneburg
- 1987 bei Teutonia Marburg
- 1988 bei Vandalo-Guestphalia in Heidelberg
- 1989 Bonn, Rheindampfer
- 1990 Marburg
- 1991 Straßburg
- 1992 bei Teutonia Marburg, 120. Stiftungsfest
- 1993 Bad Kösen
- 1994 Marburg
- 1995 Bamberg
- 1996 Quedlinburg
- 1997 bei Teutonia Marburg
- 1998 Münster
- 1999 Marburg
- 2000 Gotha
- 2001 Celle
- 2002 bei Teutonia Marburg, 130. Stiftungsfest
- 2003 Fulda
- 2004 Erfurt
- 2005 Marburg
- 2006 Worms
- 2007 bei Teutonia Marburg
- 2008 Goslar
- 2009 Regensburg
- 2010 Marburg
- 2011 Weimar
- 2012 bei Teutonia Marburg, 140. Stiftungsfest
- 2013 Schwerin
- 2014 bei Teutonia Marburg
- 2015 Tübingen
- 2016 Limburg an der Lahn
- 2017 bei Teutonia Marburg
- 2018 bei Teutonia Marburg
- 2019 bei Teutonia Marburg
- 2020 bei Teutonia Marburg
- 2021 bei Teutonia Marburg
- 2022 bei Teutonia Marburg, 150. Stiftungsfest
- 2023 bei Teutonia Marburg
- 2024 bei Teutonia Marburg

## Mitglieder
| Name                         | Lebensdaten | Beruf | Bild                    |
| ---------------------------- | ----------- | --- | ----------------------- |
| Viktor Albrecht              | 1859–1930   | General der Infanterie, Träger des Pour le Mérite | Viktor Albrecht         |
| Bernhard Averbeck            | 1874–1930   | Industrieller und Verbandsfunktionär in der Zementindustrie                                                                                              | Bernhard Averbeck       |
| Friedrich Beneke             | 1853–1901   | Altphilologe, Gymnasiallehrer in Oldenburg, Bochum und Hamm                                                                                              |                         |
| Louis-Paul Betz              | 1861–1904   | erster Professor für Komparatistik an der Universität Zürich                                                                                             |                         |
| Alwin Bielefeldt             | 1857–1942   | Ministerialbeamter im Reichsversicherungsamt und Pionier des Kleingartenwesens                                                                           | Alwin Bielefeldt        |
| Paul Bostetter               | 1878–1960   | Kreisdirektor des Kreises Diedenhofen-West, Vizepräsident der Regierung in Stettin                                                                       |                         |
| Erich Brodmann               | 1855–1940   | Richter am Reichsgericht |                         |
| Ludwig Burchhard             | 1853–1892   | Landrat des Kreises Schrimm |                         |
| Jost-Dietrich Busch          | 1935–2023   | Ministerialrat in Kiel, Kant-Forscher |                         |
| Carl Caro                    | 1850–1884   | Schriftsteller | Carl Caro um 1882       |
| Wilhelm Dall                 | 1850–1925   | Kreisdirektor in Rappoltsweiler, Polizeipräsident in Straßburg                                                                                           |                         |
| Peter Dettweiler             | 1856–1907   | Altphilologe | Peter Dettweiler        |
| Georg Deycke                 | 1865–1938   | deutscher Internist und Tuberkuloseforscher |                         |
| Rudolf Diels                 | 1900–1957   | nach der nationalsozialistischen Machtergreifung Chef der preußischen politischen Polizei, Regierungspräsident in Köln                                   | Rudolf Diels            |
| Gottfried Dierig             | 1889–1945   | Industrieller, Vorsitzender des Reichsverbandes der deutschen Industrie                                                                                  |                         |
| Friedrich Dombois            | 1860–1931   | Landrat der Kreise Prüm und Guben, Senatspräsident am Preußischen Oberverwaltungsgericht                                                                 |                         |
| Wolfgang von Drigalski       | 1907–1943   | Internist in Halle |                         |
| Heinz Fröbel                 | 1921–2018   | Regierungspräsident in Kassel |                         |
| Heinrich Gundlach            | 1908–1998   | Landrat in Königshofen im Grabfeld |                         |
| Carl von Halfern             | 1873–1937   | Oberpräsident in Pommern |                         |
| Karl von Hammerstein-Gesmold | 1866–1932   | Landrat des Kreises Zeven |                         |
| Richard Herbertz             | 1878–1959   | Professor für Philosophie an der Universität Bern |                         |
| Ernst vom Hofe               | 1905–1977   | Ministerialdirigent, Direktor bei der Weltbank und deren Tochtergesellschaften                                                                           |                         |
| Willi Huber                  | 1879–1957   | Generaldirektor und Vorstandsvorsitzender der Gelsenkirchener Bergwerks-AG, Vorsitzender und später Ehrenvorsitzender des Beirates der Raab Karcher GmbH |                         |
| Wilhelm Ferdinand Kalle      | 1870–1954   | Chemiker, Industrieller und Politiker, MdR, MdL | Wilhelm Ferdinand Kalle |
| Peter Klemm                  | 1928–2008   | als Staatssekretär im Bundesfinanzministerium an der Wiedervereinigung beteiligt                                                                         |                         |
| Wilhelm Herbert Koch         | 1905–1983   | Journalist und Schriftsteller, Schöpfer des Kumpel Anton                                                                                                 |                         |
| Adolf Krazer                 | 1858–1926   | Mathematiker | Adolf Krazer            |
| Georg Kroenig                | 1856–1911   | Professor für Innere Medizin |                         |
| Wilhelm von Kuhlmann         | 1879–1937   | Gesandter in Mittelamerika und Irland |                         |
| Friedrich Landfried          | 1884–1952   | Staatssekretär im Reichswirtschaftsministerium, Ehrensenator der Universität Heidelberg                                                                  |                         |
| Fritz Lentze                 | 1861–1945   | Ministerialbeamter, Senatspräsident am Reichswirtschaftsgericht                                                                                          |                         |
| Otto Leverkus                | 1856–1934   | Chemieunternehmer |                         |
| Otto Leverkus junior         | 1883–1957   | Chemieunternehmer |                         |
| Otto Lucius von Ballhausen   | 1867–1932   | Landrat |                         |
| Alfred Mannesmann            | 1859–1944   | Industrieller |                         |
| Hans Gerald Marckwald        | 1878–1965   | Diplomat, Gesandter in La Paz, Bolivien |                         |
| Peter Matthiessen            | 1907–1995   | Landrat, MdL |                         |
| Friedrich von Moltke         | 1852–1927   | Oberpräsident in Schleswig-Holstein, preußischer Staatsminister des Innern, MdHH                                                                         | Friedrich von Moltke    |
| Louis Mürset                 | 1857–1921   | Generalsekretär und Kreisdirektionspräsident der Schweizerischen Bundesbahnen (SBB)                                                                      |                         |
| Josef Neven DuMont           | 1857–1915   | Verleger |                         |
| Georg Nirrnheim              | 1877–1935   | preußischer Verwaltungsbeamter, Landrat des Landkreises Gersfeld                                                                                         |                         |
| Adolf Pauli                  | 1860–1947   | Gesandter |                         |
| Theodor Pieschel             | 1877–1960   | Landrat der Kreise Lehe und Neuhaldensleben, Mitglied des Hannoverschen Provinziallandtags                                                               |                         |
| Albert Plate                 | 1873–1908   | Landrat in Fallingbostel |                         |
| Ernst Poensgen               | 1871–1949   | Unternehmer und Mäzen der Stadt Düsseldorf |                         |
| Erich tho Rahde              | 1875–1927   | Bankjurist, VAC-Funktionär |                         |
| Ernst von der Recke          | 1858–1939   | Landrat in Eckernförde |                         |
| Heinrich Richter-Brohm       | 1904–1994   | Vorstandsvorsitzender der BMW AG |                         |
| Hans-Achim Roll              | * 1942      | Ministerialdirektor im Bundeskanzleramt |                         |
| Wilhelm Runtsch              | 1921–1977   | Mitglied des hessischen Landtags und Oberbürgermeister der Stadt Lahn                                                                                    |                         |
| Heinrich Schellen            | 1877–1939   | Ministerialdirektor, Senatspräsident am Preußischen Oberverwaltungsgericht                                                                               |                         |
| Ernst August Schwebel        | 1886–1955   | Richter am Reichsverwaltungsgericht |                         |
| Hans-Joachim Schweitzer      | 1928–2007   | Apotheker und Paläobotaniker |                         |
| Gustav Simon                 | 1878–1962   | Landrat in Heiligenbeil, Verwaltungsgerichtsdirektor in Königsberg                                                                                       |                         |
| Hermann Sommer               | 1882–1980   | Präsident des Reichsverwaltungsgerichts |                         |
| Karl von Starck              | 1867–1937   | Staatskommissar |                         |
| Heinrich Stilling            | 1853–1911   | Pathologe in Lausanne |                         |
| Heinrich Thon                | 1872–1939   | Oberpräsident in Schleswig-Holstein |                         |
| Alfred Vogel                 | 1875–1938   | Direktor beim Rechnungshof des Deutschen Reiches |                         |
| Hermann Wätjen               | 1876–1944   | Rechtswissenschaftler |                         |
| Carl von Wangenheim          | 1860–1931   | Landrat in Diepholz und Osnabrück |                         |
| Ottomar Weber                | 1860–1928   | Kreisdirektor in Altkirch und Rappoltsweiler |                         |
| Max von Zeppelin             | 1856–1897   | Zoologe, Forschungsreisender |                         |